# Nazareno Strampelli
Nazareno (ou Nazzareno) Strampelli (Castelraimondo, 1866 – Rome, 1942) est un agronome, généticien et homme politique italien, qui fut l'un des précurseurs de la Révolution verte.

## Biographie
Comptant parmi les experts italiens en génétique les plus importants de son époque, Nazareno Strampelli réussit à mettre au point des dizaines de variétés différentes de froment (dont de nombreuses continuent jusqu’à aujourd'hui d’être cultivées), qui permirent, tant en Italie que dans d’autres pays qui en firent usage, d’obtenir de considérables accroissements du rendement moyen par hectare cultivé, avec de notables effets bénéfiques sur la disponibilité alimentaire pour les populations.
Strampelli a sélectionné une variété automnale ayant de bonnes qualités d'adaptation et adaptée à la fabrication de pâtes. C'est le grain qui en 1915 est appelé Senatore Cappelli le premier de tous les grains durs.
C’est notamment sur la base des variétés de blé créées par Strampelli et exportées ensuite au Mexique que furent menées les études d’amélioration génétique qui devaient conduire à la Révolution verte des années 1960. D’un point de vue scientifique, sa méthode consistant à croiser entre elles des variétés différentes pour obtenir de nouveaux cultivars (hybridisme) se révéla plus efficace que la méthode alors plus en vogue de sélectionner les semences seulement au sein d’une même variété (sélectionnisme).